# Matino rosso
Il Matino rosso è un vino DOC la cui produzione è consentita nella provincia di Lecce.
Il Matino Doc prende il nome dall'omonimo comune della provincia di Lecce, territorio noto dall'antichità alla coltivazione della vite. Originaria dell'Asia minore, la vite costituisce la coltura principale sin dai tempi della Magna Grecia che apprezzava il vino di questa terra sin da allora. La stessa vite ha contribuito ad addolcire il paesaggio di questa zona, caratterizzato spesso da siccità soprattutto d'estate. Il Matino Doc è vinificato nelle varianti Rosso e Rosato. 

## Caratteristiche organolettiche
- colore: rosso rubino con riflessi arancioni se invecchiato
- odore: vinoso.
- sapore: asciutto, armonico.

## Storia
Già dal novembre 1899 nasceva, con atto del notaio Ponzetta, il “CONSORZIO AGRARIO COOPERATIVA DI MATINO” che riuniva i produttori di vino ottenuto dai preziosi vitigni Negro Amaro e Malvasia Nera. La produzione veniva fortemente incrementata negli anni seguenti apportando un notevole benessere nella zona. Il 29 febbraio 1940 si mutava la ragione sociale in Cooperativa tra Produttori Agricoli. Il 19 maggio 1971 con decreto del Presidente della Repubblica veniva riconosciuta la Denominazione d'Origine Controllata (D.O.C.) del vino “MATINO”. La Cooperativa annovera 842 soci produttori che conferiscono le uve dalla cui vinificazione si ottengono vini commercializzati dall'azienda.

## Abbinamenti consigliati
- Arrosti di carne e pollame nobile
- Arrosto di carni rosse, selvaggina

## Produzione
Tutte le uve impiegate devono provenire dall'intero territorio del comune di Matino e da una parte di quello di Parabita, Alezio, Tuglie, Taviano, Casarano e Gallipoli.